# فرد هاوس
فرد هاوس (انگلیسی: Fred House؛ زادهٔ ۴ ژانویهٔ ۱۹۷۸) بازیکن بسکتبال اهل ایالات متحده آمریکا است.
از باشگاه‌هایی که در آن بازی کرده‌است می‌توان به باشگاه بسکتبال پارتیزان و باشگاه بسکتبال والنسیا اشاره کرد.